# Josip Frkin
Josip Frkin (Domaslovec kraj Samobora, 22. srpnja 1930. – Zagreb, 11. srpnja 2010.), hrvatski katolički svećenik. 
Pohađao je osnovnu školu u rodnom mjestu. Gimnaziju je završio na Šalati u Zagrebu, a diplomirao je na Katoličko-bogoslovnom fakultetu u Zagrebu 1958. Godinu dana prije, zaređen je za svećenika. Mladu misu slavio je u Samoboru. Vojni rok odslužio je u Beogradu. 
Postao je župnik u župi Okićka Sveta Marija i bio tamo 6 godina. Imao je problema s podmetanjima komunističke vlasti, čak i pokušajima atentata. Posljednje dvije godine, osnovao je novu župu za Zdenčinu. Službovao je u Glini i Maji te u zagrebačkoj župi bl. Marka Križevčanina. Pokazao se kao prodoran mladi župnik i sposoban u osnivanju novih župa pa ga je kardinal Franjo Kuharić poslao u Novi Zagreb u Botinec, gdje je trebalo osnovati novu župu. 
U Botincu je vodio borbe s komunističkom vlasti koja je zazidala kapelu i župnikov stan.   
Nakon što je otišao na hodačašće u Mariju Bistricu, problem je riješen i omogućen mu je rad. 
Nakon 11 godina u Botincu, 1981. postao je župnik u Velikoj Gorici, gdje je osnovao dvije nove župe sv. Petra i Pavla u Velikoj Gorici i bl. Alojzija Stepinca u Plesu. U Apostolatu obitelji radio je 30 godina, organizirao više od 70 bračnih susreta. Bio je dekan Velikogoričko-odranskog dekanata. Služio je zlatnu misu 2007. godine.
Umro je 11. srpnja 2010. godine.
Velikogorički park na kojem je smješten Milenijski Križ koji je tamo postavljen njegovim zalaganjem od 2023. godine nosi ime Park Josipa Frkina